# 惠特尼 (愛達荷州)
惠特尼（英語：Whitney）是位於美國愛達荷州富蘭克林縣的一個非建制地區。該地的面積和人口皆未知。

## 地理
惠特尼的座標為42°03′57″N 111°50′16″W / 42.06583°N 111.83778°W，而該地的平均海拔高度為1403米（即4603英尺）。